# Pseudosymmachia fukiensis
Pseudosymmachia fukiensis är en skalbaggsart som beskrevs av Frey 1972. Pseudosymmachia fukiensis ingår i släktet Pseudosymmachia och familjen Melolonthidae. Inga underarter finns listade i Catalogue of Life.